# بیل گرین
بیل گرین (انگلیسی: Bill Green; ۲۲ دسامبر ۱۹۵۰ – ۲۱ اوت ۲۰۱۷) یک بازیکن فوتبال اهل بریتانیا بود.
از باشگاه‌هایی که در آن بازی کرده‌است می‌توان به باشگاه فوتبال چسترفیلد، باشگاه فوتبال وستهام یونایتد، باشگاه فوتبال هارتل پول یونایتد، باشگاه فوتبال کارلایل یونایتد، باشگاه فوتبال پیتربورو یونایتد و باشگاه فوتبال دونکستر راورز اشاره کرد.